# 小行星9951
小行星9951（英語：9951 Tyrannosaurus）是一颗围绕太阳公转的小行星。1990年11月15日，天文学家艾瑞克·怀特·埃尔斯特在拉西拉天文台发现了此天体。
这颗小行星的绝对星等为152.42817等。